# Dossier 137
Dossier 137 ist ein Kriminalfilm von Dominik Moll. Der Film beschäftigt sich mit den Ermittlungen der Inspection Générale der französischen Nationalpolizei im Jahr 2018 während der Proteste der Gelbwesten-Bewegung. Der Film feierte im Mai 2025 bei den Internationalen Filmfestspielen in Cannes seine Premiere.

## Handlung
Im Jahr 2018. Stéphanie ist Ermittlerin bei der Inspection Générale de la Police Nationale. Sie untersucht einen Vorfall, der sich während der Proteste der Gelbwesten-Bewegung in Paris ereignete. Ein junger Mann wurde durch ein Geschoss verletzt. Als sie einen Polizisten befragt, dem übermäßige Anwendung von Gewalt bei den Gelbwestenprotesten vorgeworfen wird, erklärt dieser, er sei nach 15 Jahren pflichtbewussten Dienstes einfach durchgedreht, und fleht Stéphanie an, ihm seinen Job nicht wegzunehmen.
Ohne es sich eingestehen zu wollen, entwickelt sich der Fall zu Stéphanies persönlicher Obsession. Als sie bei einem Besuch ihrer Eltern in ihrer kleinen Heimatstadt im Supermarkt zufällig der Mutter des verletzten Jungen begegnet, wird ihr klar, dass sie mehr involviert ist, als es ihr zunächst schien. Bei der Auswertung von Videoaufnahmen gelingt Stéphanie ein Durchbruch. Sie vermutet, dass der Vorfall aus dem Fenster eines Luxushotelfensters mitgefilmt worden sein könnte.

## Produktion

### Regie, Drehbuch und Filmförderung

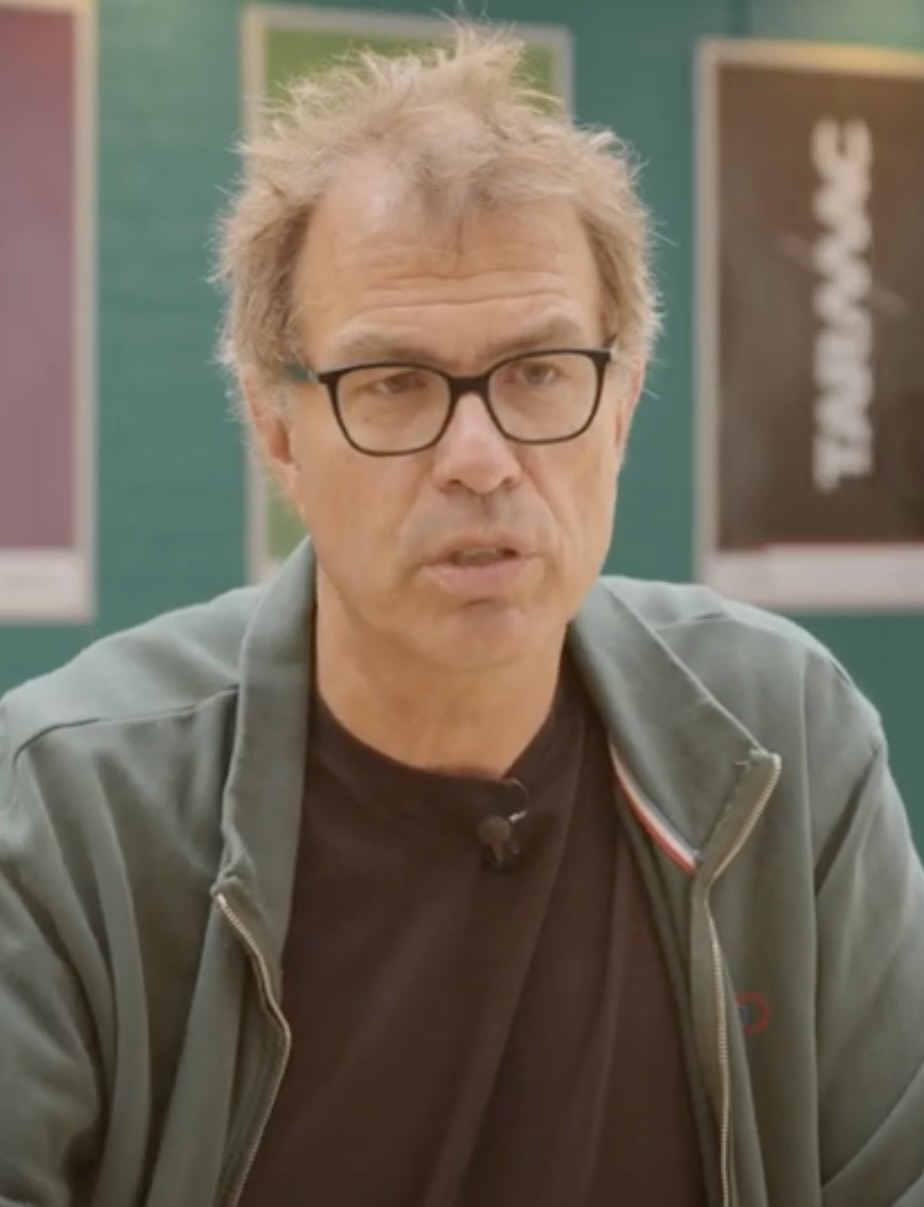
Regisseur Dominik Moll

Regie führte Dominik Moll, der gemeinsam mit Gilles Marchand auch das Drehbuch schrieb. Sie arbeiteten bereits für Molls letzten Film La nuit du 12 zusammen. In Dossier 137 fiktionalisiert Moll einen realen Fall um Beamte der Brigade de recherche et d’intervention, die vorwiegend zur Geiselrettung und im Kampf gegen die organisierte Kriminalität eingesetzt wird.
Der Film erhielt eine Förderung vom Centre national du cinéma et de l’image animée.

### Besetzung und Dreharbeiten
Léa Drucker spielt in der Hauptrolle Stéphanie, die als Ermittlerin der Inspection Générale de la Police Nationale den Fall untersucht. Solàn Machado-Graner spielt ihren 12-jährigen Sohn Victor. Der Nachwuchsschauspieler war bereits in En attendant Bojangles von Romain Compingt in einer Hauptrolle sehen. Sandra Colombo spielt Joelle Girard, die Mutter des bei dem Einsatz von der Bereitschaftspolizei verletzten Guillaume, der durch einen Schuss an den Kopf eine Hirnschädigung erlitten hat. Dieser wird von Côme Peronnet verkörpert. Valentin Campagne spielt den Freund von Guillaume und Zeugen Rémi und Guslagie Malanda die zufällige Augenzeugin Alicia Mady, die Stéphanie belastende Videobeweise zur Identität und Schuld ihrer Kollegen zukommen lässt.
Die Dreharbeiten begannen am 6. Oktober 2024 und wurden Anfang Dezember 2024 beendet. Sie fanden in Saint-Dizier, Paris und der Region Paris statt. Kameramann war wie bei La nuit du 12 Patrick Ghiringhelli.

### Filmmusik und Veröffentlichung
Die Filmmusik stammt von Olivier Marguerit, mit dem Moll ebenfalls bereits für La nuit du 12 arbeitete.
Charades übernahm den internationalen Vertrieb. In Frankreich wurde der Vertrieb von Haut et Court übernommen. Die Premiere des Films war am 15. Mai 2025 bei den Internationalen Filmfestspielen in Cannes, wo er im Wettbewerb um die Goldene Palme konkurrierte. Dort stellte Charades Dossier 137 auch beim Marché du film vor. Ende Juni, Anfang Juli 2025 wird der Film beim La Rochelle Film Festival gezeigt, hiernach bei Nowe Horyzonty und im August 2025 beim Edinburgh International Film Festival.

## Rezeption

### Kritiken
Von den bei Rotten Tomatoes aufgeführten Kritiken sind 90 Prozent positiv.
Thomas Schultze schreibt in seiner Kritik, mit unendlicher Ruhe sehe der Film Stéphanie bei ihrer beharrlichen Arbeit zu, eigentlich ganz simpel und methodisch, langsam aber entwickele er das komplexe Porträt einer Frau, von Léa Drucker überwältigend präzise und ohne Effekthascherei gespielt, die allein einen Zwölfjährigen großzieht, der erwachsener wirkt als seine Mutter. Dominik Moll lege seinen Film nüchtern an, entwickele daraus aber eine beachtliche Durchschlagskraft. Gerade weil er seine Geschichte nicht emotionalisiert, könne sie sich steigern zu einer resignierten Anklage gegen ein System, das die gewalttätigen Cops beschützt, weil man politischen Gegenwind befürchtet. Dass am Ende nur Stéphanie negative Konsequenzen zu erwarten hat, weil sie angeblich ethische Grenzen überschritten haben soll, sei kein überraschender, aber allemal niederschmetternder Ausgang.

### Auszeichnungen
Internationale Filmfestspiele von Cannes 2025
- Nominierung für die Goldene Palme (Dominik Moll)